# Clematis patens 'Evirin'
Cultivar
La clématite patens 'Evirin' PBR & PPaf est un cultivar de clématite obtenu en 1997 par Raymond Evison en Angleterre. Elle porte le nom commercial de clématite patens Clair de lune 'Evirin' PBR & PPaf.
Clair de lune a été nommée en 1997 sous le nom Blue moon par le groupe EMI, pour fêter les 100 ans de l'entreprise mais une société allemande avait déjà déposé ce nom ; elle fut donc renommée en 2003 Clair de lune.
Ce cultivar fut présenté par les pépinières Guernsey clematis au Chelsea Flower Show de 1997.

## Description
'Evirin' PBR & PPaf est une clématite à fleurs bleues et blanches possédant entre 7 et 10 sépales et d'un diamètre d'environ 20 centimètres. La couleur rouge des étamines de cette clématite contraste bien avec le bleu de la fleur. Les sépales elliptiques sont légèrement ondulés sur leurs bords.
Elle ne possède pas de parfum particulier.

## Protection
'Evirin' PBR & PPaf est protégé par l'Union international pour la protection des obtentions végétales sous licence PBR & PPaf avec le numéro : 1993 du 4 novembre 1997. Clair de lune est protégé par une licence trademark.

## Culture
La clématite Clair de lune s'épanouit très bien en pot ou en pleine terre. Un très bon cultivar pour la culture en coupe ou suspension.
Cette clématite résiste à des températures jusqu'à moins 20 degrés Celsius.

## Maladies et ravageurs
La clématite clair de lune est sensible à l'excès d'eau ce qui pourra provoquer une pourriture du collet de la plante et ainsi la mort de la clématite.